# Dávid Jancsó
Dávid Jancsó (* 2. Juli 1982 in Budapest) ist ein ungarischer Filmeditor.

## Leben
Dávid Jancsó wurde 1982 als Sohn des Regisseurs Miklós Jancsó und der Filmeditorin Zsuzsa Csákány geboren. Aus der ersten Ehe seines Vaters hat er zwei Halbgeschwister, darunter den Kameramann Nyika Jancsó (Miklós Jancsó junior).
1990 nahm sein Vater einen Lehrauftrag an der Harvard University an, so dass Dávid Jancsó ab dann in den Vereinigten Staaten aufwuchs. Durch die Arbeit seiner Mutter konnte er sich bereits in jungen Jahren mit den Grundlagen des Filmschnitts vertraut machen.
Während seines zweiten Studienjahrs an der Universität für Theater und Filmkunst Budapest (SZFE) engagierte ihn Regisseur Kornél Mundruczó für den Schnitt seines Dramas Delta. Für Mundruczó schnitt Jancsó später auch die Filme Tender Son – Das Frankenstein Projekt (2010), Underdog (2014), Jupiter’s Moon (2017), Pieces of a Woman (2020) und Evolution (2021).
2015 wählte Brady Corbet Jancsó als Filmeditor für sein in Ungarn produziertes Regiedebüt The Childhood of a Leader aus. Die Arbeit an Corbets zweitem Film Vox Lux musste Jancsó ablehnen, da er gerade zum dritten Mal Vater geworden war und eine weitere Zusammenarbeit mit Kornél Mundruczó plante, die aber später nicht realisiert wurde. Für Corbets Lebensgefährtin Mona Fastvold schnitt Jancsó 2020 das Drama The World to Come. 2024 zeichnete Jancsó für den Schnitt von Corbets Drama Der Brutalist verantwortlich, der ihm Nominierungen für den Oscar sowie zahlreicher Kritikervereinigungen einbrachte. Im gleichen Jahr übernahm Jancsó gemeinsam mit Tim Murrell auch den Schnitt des Action-Thrillers Monkey Man, des Regiedebüts von Dev Patel.

## Filmografie
- 2006: Ede megevé ebédem
- 2008: Delta
- 2010: Oda az igazság
- 2010: Tender Son – Das Frankenstein Projekt (Szelíd teremtés – A Frankenstein-terv)
- 2011: Társas játék (Fernsehserie, 2 Episoden)
- 2012: Terápia (Fernsehserie, 6 Episoden)
- 2013: Szabadság különjárat (Fernsehfilm)
- 2014: Underdog (Fehér isten)
- 2014: Tom Sawyer & Huckleberry Finn
- 2015: The Childhood of a Leader
- 2017: Jupiter’s Moon (Jupiter holdja)
- 2019: Treadstone (Fernsehserie, 2 Episoden)
- 2020: Pieces of a Woman
- 2020: The World to Come
- 2021: Evolution
- 2022: That Dirty Black Bag (Fernsehserie, 5 Episoden)
- 2023: The Crowded Room (Fernsehserie, 3 Episoden)
- 2024: Monkey Man
- 2024: Der Brutalist (The Brutalist)

## Auszeichnungen
Oscar
- 2025: Nominierung für den Besten Schnitt (The Brutalist)